# 宗座宮
宗座宮（拉丁語：Palatium Apostolicum）是教宗的正式官邸，位於梵蒂岡城，又稱教宗宮、使徒宮、梵蒂岡宮或神聖宮殿。最早於5世紀由教宗西玛克籌建，作為拉特朗宮的替代居所；後來經過多次毀壞及重建，直到1447年，教宗尼各老五世決定興建新的建築，即今日所見之宗座宮。現今的建築樣貌由教宗思道五世（西斯篤五世）確立，因此梵蒂岡官方亦將其稱為西斯篤五世宮（Palazzo di Sisto V）以做紀念。
該官邸結構複雜。內設教宗寓所、羅馬教廷各機構、眾多小聖堂、梵蒂岡博物館、梵蒂岡圖書館等。在這1,000多個房間中，最著名是繪有米開朗基羅壁畫《最後的審判》和《創世紀》的西斯汀小堂，以及拉斐爾房間等。
儘管傳統上宗座宮是教宗的官方居所，教宗方济各於2013年就任後並沒有入住宗座宮，而是選擇居住在聖瑪爾大之家。他的繼任者良十四世則是在正式就職之前對外表示，將重新以此作為正式寓所。

## 其他
其他教宗宅邸尚有岡道爾夫堡教宗別墅。梵蒂岡宮在15世紀取代了拉特朗宮，但後來它曾一度被奎里納爾宮搶了風頭，但奎里納爾宮在義大利統一後成為義大利國家元首的官邸。

## 參看
- 教宗宮殿
- 波奇亚寓所
- 克萊孟大廳
- 聖瑪爾大之家
- 教宗绅士